# Ulica Jesienna w Częstochowie
Ulica Jesienna – jedna z ważniejszych ulic na Wrzosowiaku w Częstochowie, przebiega wzdłuż linii kolejowej nr 61. Na odcinku na wschód od al. 11 Listopada południowym poboczem ulicy biegnie wydzielone torowisko tramwajowe, które tuż przed skrzyżowaniem z ul. Bohaterów Katynia przechodzi na północne pobocze.

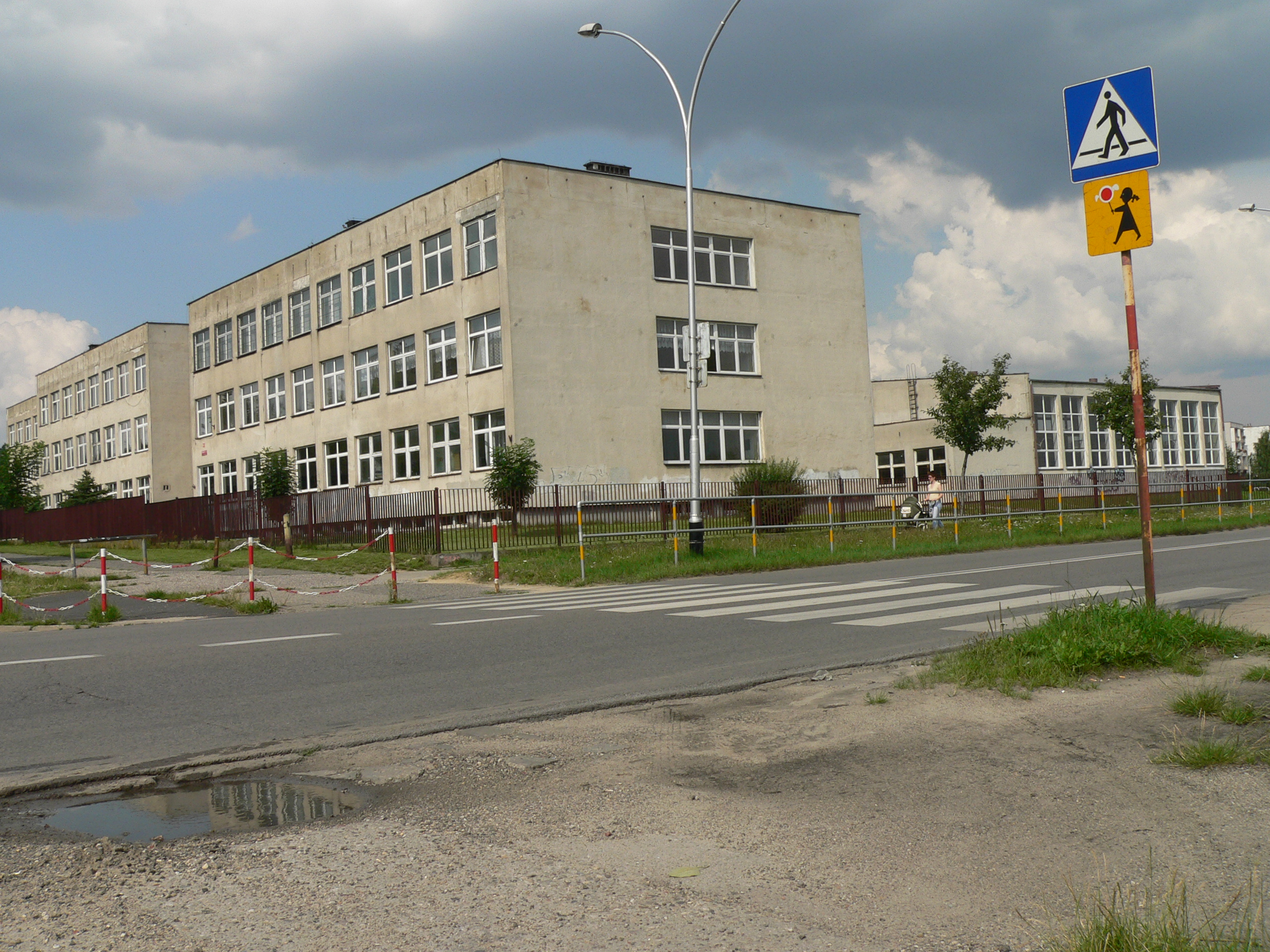
Szkoła Podstawowa nr 49 (dawniej także Gimnazjum nr 22) przy ul. Jesiennej 42